# Nerqin Hand
Nerqin Hand (in armeno Ներքին Հանդ) è un comune di 78 abitanti (2010) della Provincia di Syunik in Armenia.